# パイがふたつあったおはなし
『パイがふたつあったおはなし』（The Tale of the Pie and the Patty-Pan;1905）は、ビアトリクス・ポター作のピーターラビットの絵本である。

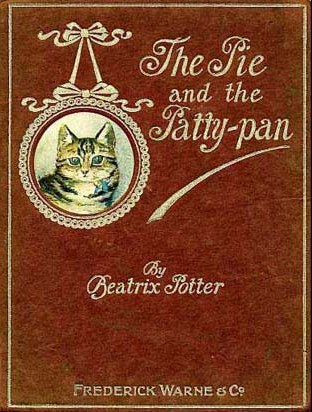

## あらすじ

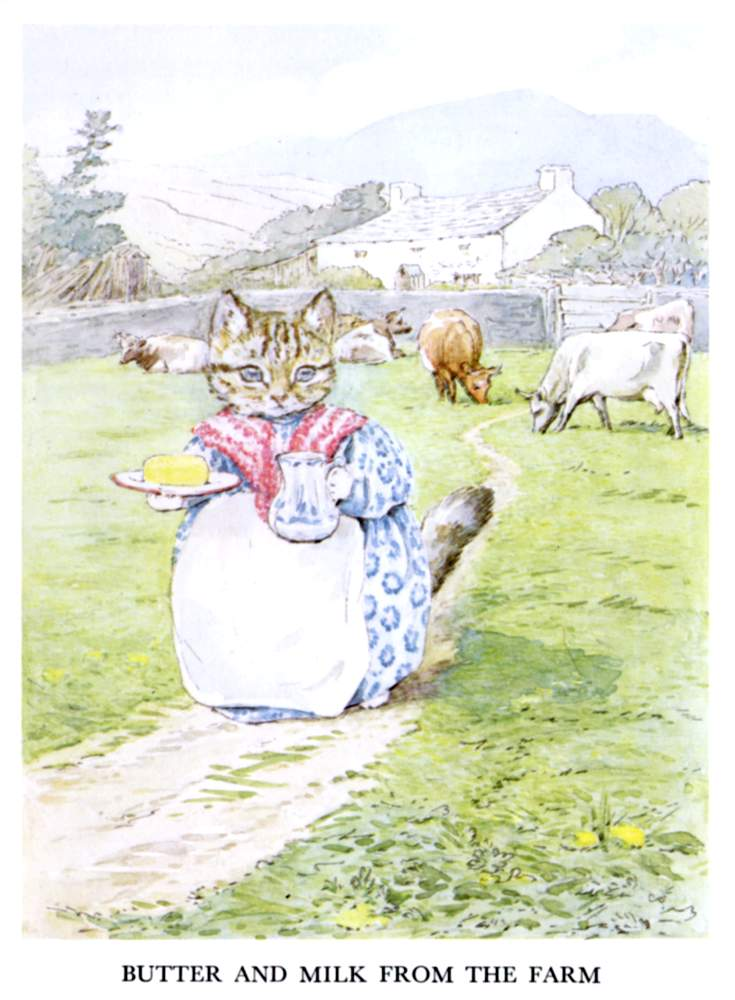
リビー

猫のリビーが犬のダッチェスをティーパーティーに招待する手紙を送った。そこにはパーティーにパイを振舞う旨が書かれており、リビーをディナーに呼ぼうとしていたダッチェスはティーパーティーに参加する旨の手紙をリビーに送る。
リビーが自分の食べられないねずみのパイを出すのではないかと心配したダッチェスは、自分がブリキの焼き型を入れて用意していた子牛とハムのパイをリビーのパイと入れ替えてしまうことを思いつく。一方リビーはダッチェスからの返事を受け取るとすぐにねずみとベーコンのパイをオーブンで焼き始めた。
リビーが使っていたオーブンは2段になっており、上の段はリビーのパイには火が強すぎたため、リビーのパイは扉を開けるのに力が要る下の段に入れられた。そしてリビーはパーティーの支度を整えて、他の食材をいとこのタビタの店に買いに出かけたが、その道の途中でダッチェスに会う。
2人は会釈だけで別れるが、ダッチェスはリビーの姿が見えなくなるや否やリビーの家に向かって走り出す。買い物を終えて帰宅したリビーは裏口の方で物音を聞く。不審に思ったリビーは家の様子を確かめて回るが、いろいろな箇所が出かける前と変わっていた。

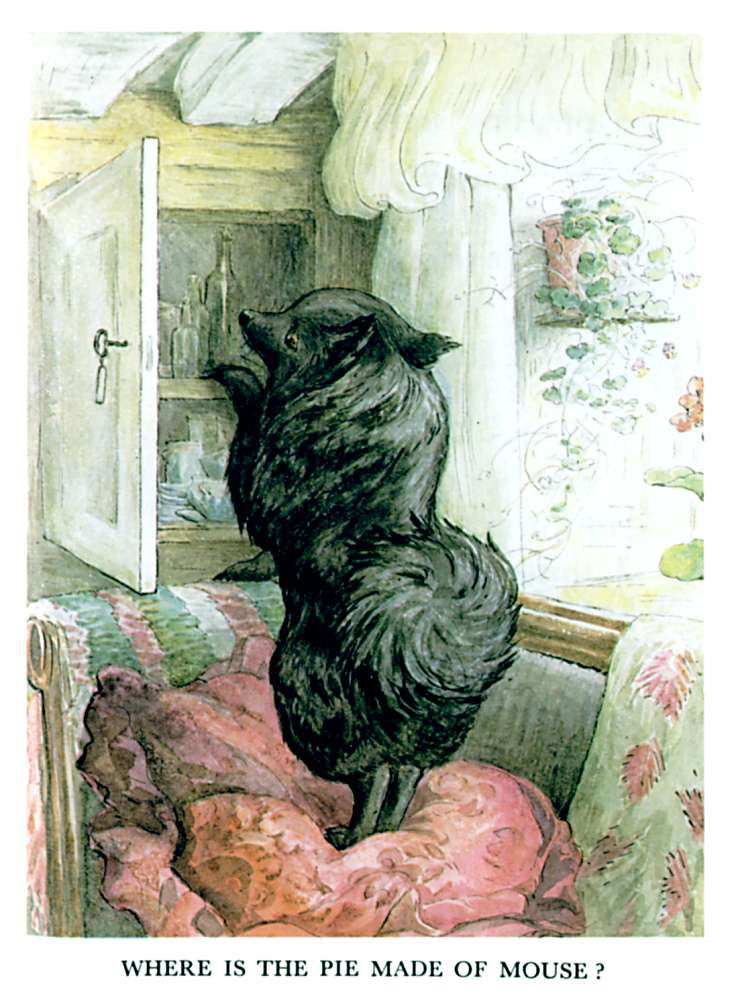
ねずみパイを探し回るダッチェス

一方ダッチェスは自分のパイをリビーのオーブンの、ちょうど良い具合に暖まっていた上の段に入れて家に帰り、ねずみのパイがどこにあるのか気にしつつも、パーティーに出席するための身支度を整えてから改めてリビーの家に向かった。ティーパーティーが始まり、パイが出される。ダッチェスは出されたパイをすぐに平らげてしまい、パイ皿の中に焼き型を探し始める。
ダッチェスがパイを用意したことを知らないリビーは、機嫌を悪くしてパイの中には焼き型は入っていないと言うが、ダッチェスは自分が（自分の用意したパイの）焼き型を飲み込んでしまったと思い、具合が悪くなってしまう。そしてリビーに医者のカササギ先生を呼んでくるように頼む。
リビーが出かけている間に、ダッチェスはオーブンの方から何かが焼ける音が聞こえてくるのに気付き、オーブンの中を確かめる。するとそこにはちょうど美味しそうに焼けたダッチェスのパイがあり、良い匂いを放っていた。そこでダッチェスは自分が焼き型ではなく、ねずみのパイを食べたので気分が悪くなったことに気付く。ダッチェスにとってこのことを話すのはあまりに極まりが悪かったので、ダッチェスはパイを裏庭に出しておき、後で取りに来る事にする。
そしてカササギ先生からパンを丸めただけの薬をもらって飲んで、丁寧な挨拶を言ってリビーの家を後にした。少しして戻ってきたダッチェスが裏庭を覗き込んでみると、カササギ先生と子ガラスたちがパイを啄んでいた。それを見たダッチェスは恥ずかしくなって何も取らずに家に帰った。
少ししてリビーが裏庭に水を汲みに出てみると割れたパイ皿と焼き型が転がっていた。それを見たリビーは驚き呆れ、ティーパーティーには今度からいとこのタビタを呼ぶことにした。

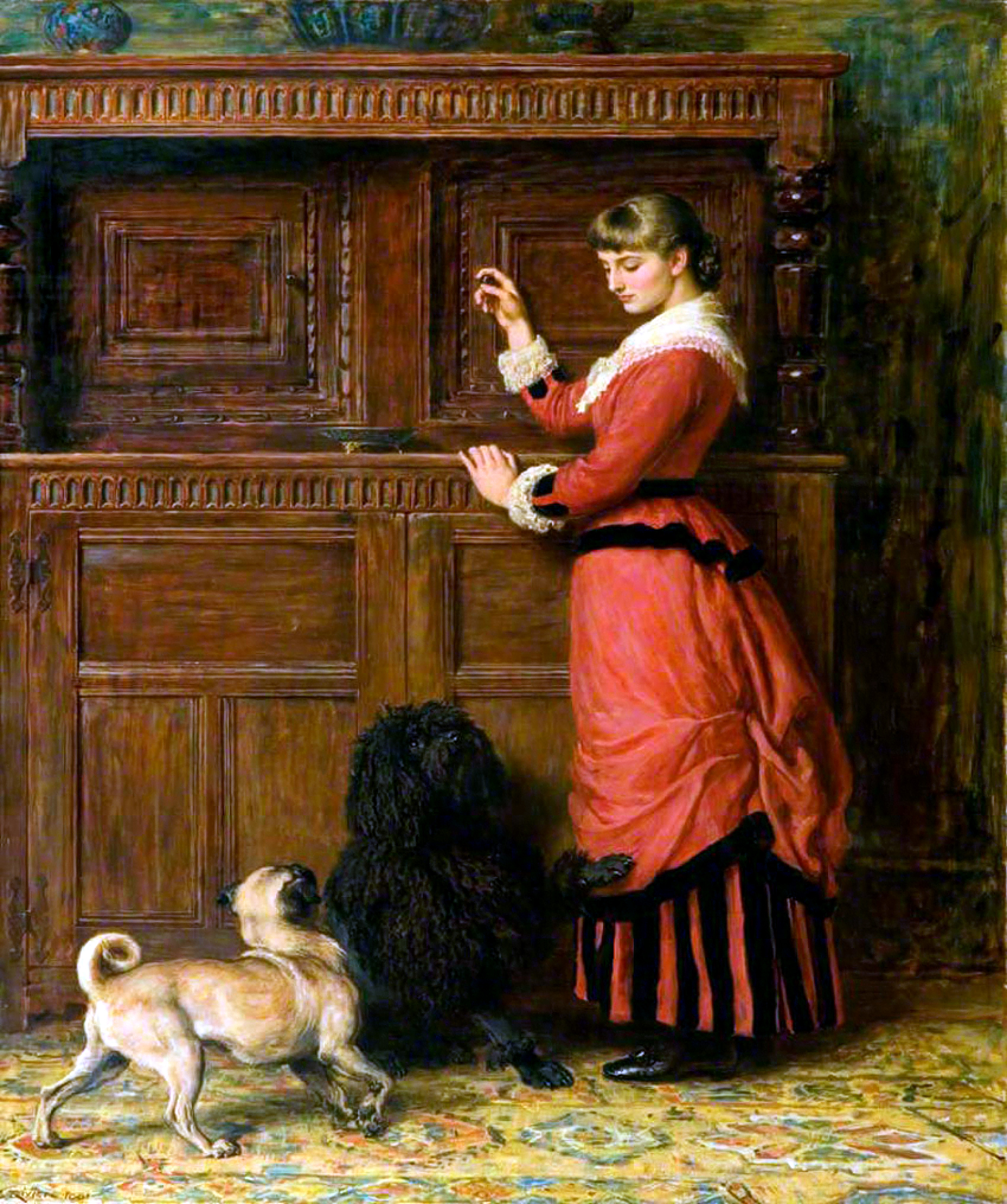
ブリトン・リヴィエール画「戸棚の愛（Cupboard love:食べ物欲しさに示す愛情の意味）」ポッターの従妹ケイトを描いた作品である。この作品は、ポッターによって、ネズミのパイを求めてリビーの食器棚を探しているダッチェスのイラストでパロディ化された。